# Mikael Andersell
Mikael Andersell, född 29 augusti 1980, är en svensk före detta professionell ishockeyspelare (högerforward).
Mikael har bl.a. spelat för HC Örebro 90 (som numera heter Örebro HK) under sin karriär, där han avancerade klubben från Division 1 till Allsvenskan 2001.